# Diplotaxis pubipes
Diplotaxis pubipes är en skalbaggsart som beskrevs av Schaeffer 1907. Diplotaxis pubipes ingår i släktet Diplotaxis och familjen Melolonthidae. Inga underarter finns listade i Catalogue of Life.